# Syzygium paniculatum
Espèce
Synonymes
- Eugenia paniculata (Gaertn.) Britten, 1899[2]
- Eugenia rheedioides Standl. & Steyerm., 1944[2].

Syzygium paniculatum, en français Cerisier d'Australie ou Myrte d’Australie, est une espècede plantes à fleurs de la famille des Myrtaceae. C'est un arbre endémique de l'est de Australie.
Il mesure 15 m de haut avec un tronc pouvant atteindre jusqu'à 35 cm de diamètre. Les feuilles, de 3 à 9 cm de long, sont opposées, simples et légèrement obovales, d'un vert foncé brillant au-dessus et pâle en dessous. Les fleurs blanches sont rassemblées en grappe. Les fruits comestibles sont généralement magenta, mais peuvent être de couleur blanche, rose ou violette.
C'est un arbre communément cultivé dans l'est de l'Australie. Il est bien connu pour ses fruits agréablement acidulés avec une saveur de pomme. Ils sont consommés frais ou cuits en confitures.
Il est souvent confondu avec Syzygium australe.